# Liza Li

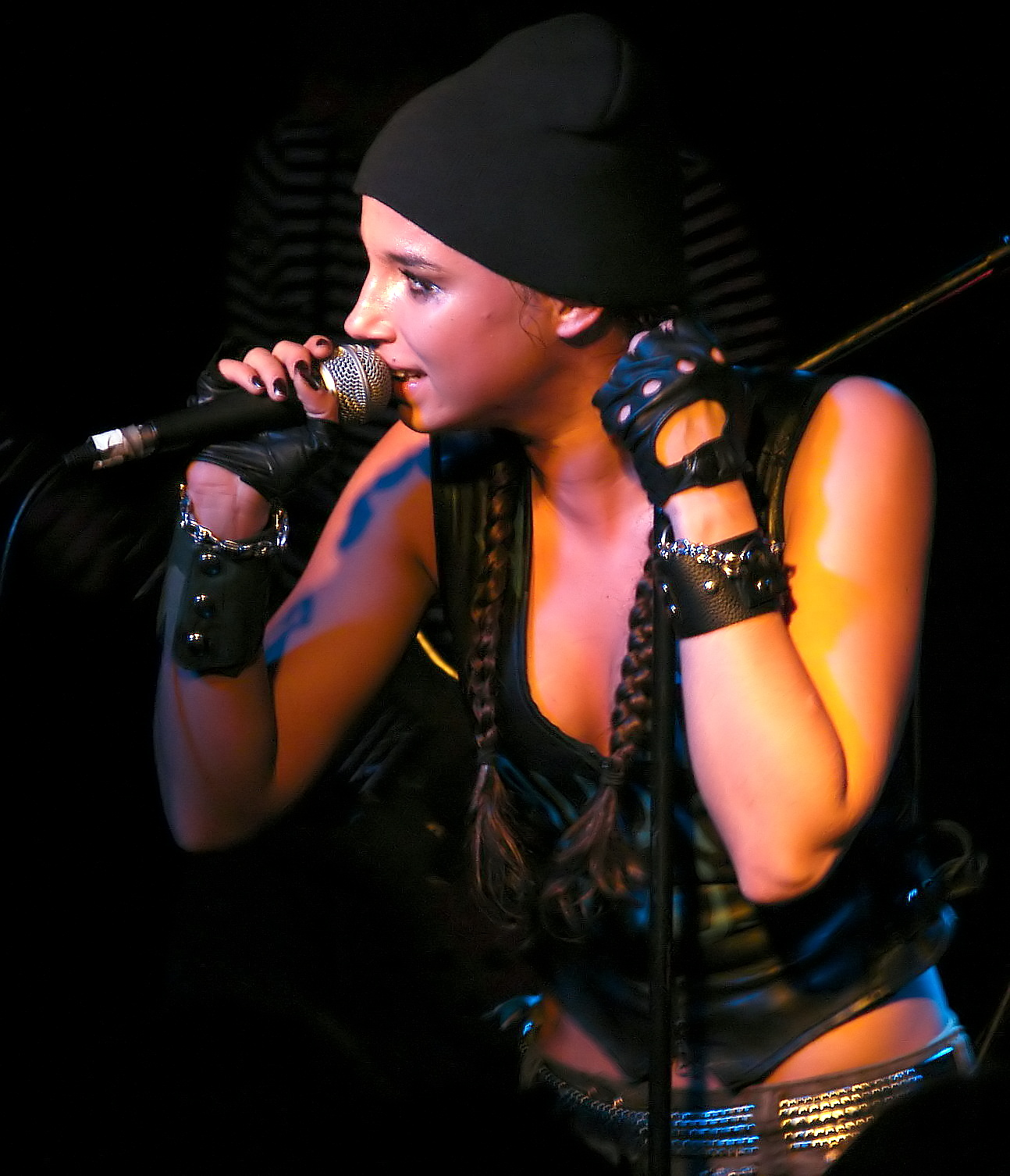
Liza Li im Kölner Underground am 14. Dezember 2006

Liza Li (bürgerlich Liza Fee Wilke; * 30. März 1988 in Düsseldorf) ist eine ehemalige deutsche Sängerin und Moderatorin.

## Leben
Laut der Biographie ihrer Plattenfirma Warner zog sie mit 14 Jahren von zuhause aus, wohnte bei einem Freund im Keller und sammelte erste Musikerfahrungen in einer Band.
Ihre erste Single Ich könnte dich erschießen stammt, wie auch die Lieder ihres im Herbst 2006 erschienenen Albums 18, aus der Feder von Thorsten Börger, der auch schon für Tic Tac Toe und Falco Lieder schrieb. Sie thematisiert in ihren Texten häufig die Themen Liebe und Gewalt aus der Sicht junger Frauen.
Der Videoclip zu ihrer Single Ich könnte dich erschießen wurde teilweise in dem Punk-Rock-Club Wild at Heart in Berlin-Kreuzberg gedreht.
Ab dem November 2007 arbeitete Li für den Sender VIVA als Moderatorin. Dort führte sie im Wechsel mit ihrem Kollegen Sebastian König durch die Sendung Straßencharts. Daneben war sie auch in anderen Shows auf VIVA zu sehen, z. B. in den VIVA Special Charts oder den VIVA Top 20. Seit 2008 ist sie nicht mehr bei VIVA beschäftigt.
Liza Li war in der deutschen Playboy-Ausgabe 04/2008 (mit Titelseite) abgebildet. Im gleichen Jahr nahm sie am TV total Turmspringen teil. Im März 2009 fuhr sie für das Mister*Lady Team bei der Wok-WM von TV total mit.
2010 nahm die Sängerin an der Show Solitary – Besieg dich selbst! teil, bei der Prominente in einer Einzelzelle leben mussten. Sie verließ die Show als Zweitplatzierte.

## Diskografie

### Alben
- 2006: 18 (Warner)

### Singles
- 2006: Ich könnte dich erschießen (Warner)
- 2006: Sterben (Warner)
- 2007: Zum Glück macht Liebe blind

### Sonstige
- 2010: Verzeihung (feat. Jayden Lyrics) (Lyrics Entertainment)